# Jarzębiec (Płoskinia)
Jarzębiec (deutsch Schönau) ist ein Ort in der polnischen Woiwodschaft Ermland-Masuren. Er gehört zur Landgemeinde Płoskinia (Plaßwich) im Powiat Braniewski (Kreis Braunsberg).

## Geographische Lage
Jarzębiec liegt im Nordwesten der Woiwodschaft Ermland-Masuren, 14 Kilometer südöstlich der Kreisstadt Braniewo (Braunsberg).

## Geschichte
Schönau war ein kleiner Gutsort, der aus ein paar Höfen bestand. Im Jahre 1874 wurde der Gutsbezirk Schönau in den Amtsbezirk Tolksdorf (polnisch Tolkowiec) im ostpreußischen Kreis Braunsberg, Regierungsbezirk Königsberg, aufgenommen, und 1910 zählte der Ort 116 Einwohner.
Am 30. September 1928 fand eine Umwandlung des Gutsbezirks Schönau in eine gleichnamige Landgemeinde statt. Die Einwohnerzahl belief sich im Jahre 1933 auf 148 und im Jahre 1939 auf 118.
In Kriegsfolge kam 1945 das gesamte südliche Ostpreußen zu Polen. Schönau erhielt die polnische Namensform „Jarzębiec“ und ist heute eine Osada („Siedlung“) innerhalb der Gmina Płoskinia (Landgemeinde Plaßwich) im Powiat Braniewski, von 1975 bis 1998 der Woiwodschaft Elbląg, seither der Woiwodschaft Ermland-Masuren zugehörig. In Jarzębiec waren im Jahre 2021 171 Einwohner gemeldet.

## Religion
Jarzębiec gehört heute wie Schönau vor 1945 zur römisch-katholischen Kirche Tolkowiec (Tolksdorf) im jetzigen Erzbistum Ermland.
Außerdem war das Dorf bis 1945 in die evangelische Pfarrkirche Mehlsack (polnisch Pieniężno) in der Kirchenprovinz Ostpreußen der Kirche der Altpreußischen Union eingegliedert. Heute sind die evangelischen Einwohner von Jarzębiec der Diözese Masuren der Evangelisch-Augsburgischen Kirche in Polen zugeordnet.

## Verkehr

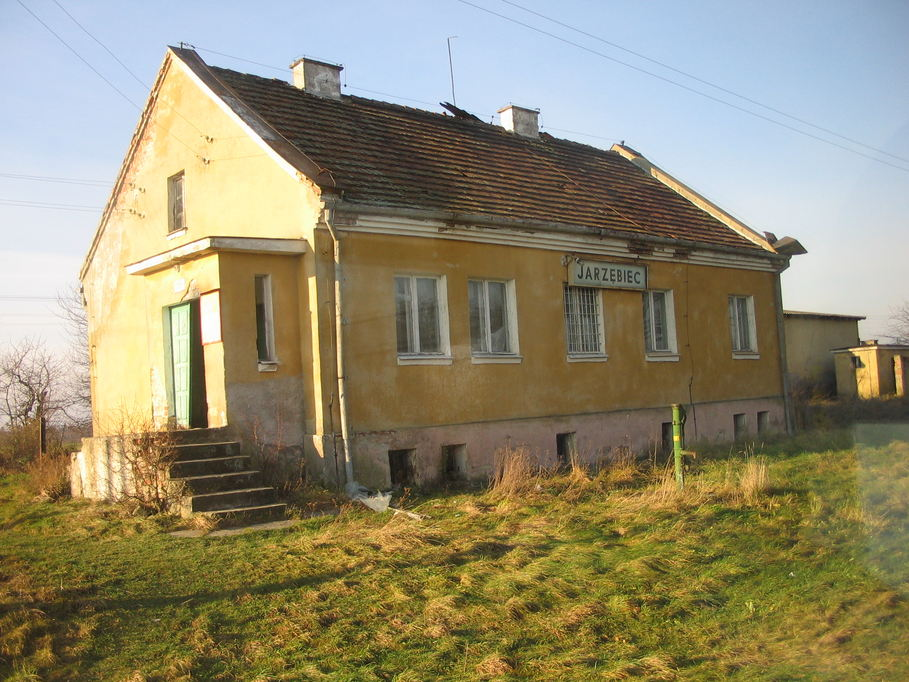
Bahnstation Jarzębiec

Jarzębiec liegt an einer Nebenstraße, die bei Zakrzewiec (Vogelsang) von der polnischen Woiwodschaftsstraße 507 (einstige deutsche Reichsstraße 142) abzweigt und über Kiersy (Kirschdorf) nach Tolkowiec (Tolksdorf) verläuft.
Schönau resp. Jarzębiec ist seit 1906 eine Bahnstation und liegt an der heutigen PKP-Bahnstrecke Olsztyn Gutkowo–Braniewo.